# Liste der Monuments historiques in Pont-l’Abbé
Die Liste der Monuments historiques in Pont-l’Abbé führt die Monuments historiques in der französischen Gemeinde Pont-l’Abbé auf.

## Liste der Bauwerke
| Bezeichnung                  | Beschreibung | Standort                | Kennzeichnung | Schutzstatus | Datum | Bild           |
| ---------------------------- | ------------ | ----------------------- | ------------- | ------------ | ----- | -------------- |
| Burg Pont-l’Abbé             |              | Rue du château (Lage)   | PA00090298    | Inscrit      | 1926  | weitere Bilder |
| Kirche St-Jacques de Lambour |              | Rue de Lambour (Lage)   | PA00090296    | Classé       | 1896  | weitere Bilder |
| Kirche Notre-Dame-des-Carmes |              | Place des Carmes (Lage) | PA00090297    | Classé       | 1914  | weitere Bilder |

## Liste der Objekte
- Monuments historiques (Objekte) in Pont-l’Abbé in der Base Palissy des französischen Kultusministerium